# Intégrale de Choquet
Une intégrale de Choquet est une intégrale sous-additive ou super-additive créée par le mathématicien français Gustave Choquet en 1953. Elle a été initialement utilisée en mécanique statistique et en théorie du potentiel, mais a trouvé sa place dans la théorie de la décision dans les années 1980, où elle est utilisée comme moyen de mesurer l'utilité espérée d'un événement incertain. Elle s’applique spécifiquement aux fonctions et capacités des membres. En théorie des probabilités imprécises, l'intégrale de Choquet est également utilisée pour calculer l'espérance inférieure induite par une probabilité inférieure 2-monotone, ou l'espérance supérieure induite par une probabilité supérieure 2-alternative.
Utiliser l'intégrale de Choquet pour désigner l'utilité espérée des fonctions de croyance mesurées avec des capacités est un moyen de réconcilier le paradoxe d'Ellsberg et le paradoxe d'Allais,.

## Définition
La notation suivante est utilisée :
- {\displaystyle S} – un ensemble.
- {\displaystyle {\mathcal {F}}} – une collection de sous-ensembles de {\displaystyle S} .
- {\displaystyle f:S\to \mathbb {R} } – une fonction.
- {\displaystyle \nu :{\mathcal {F}}\to \mathbb {R} ^{+}} – une fonction d’ensemble monotone.

{\displaystyle \forall x\in \mathbb {R} \colon \{s\in S\mid f(s)\geq x\}\in {\mathcal {F}}}
Alors l'intégrale de Choquet de {\displaystyle f} par rapport à {\displaystyle \nu } est définie par :
{\displaystyle (C)\int fd\nu :=\int _{-\infty }^{0}(\nu (\{s|f(s)\geq x\})-\nu (S))\,dx+\int _{0}^{\infty }\nu (\{s|f(s)\geq x\})\,dx}
où les intégrales du membre de droite sont les intégrales de Riemann.

## Propriétés
En général, l'intégrale de Choquet ne satisfait pas l'additivité. Plus précisément, si {\displaystyle \nu } n'est pas une mesure de probabilité, il se peut que
{\displaystyle \int f\,d\nu +\int g\,d\nu \neq \int (f+g)\,d\nu .}
pour certaines fonctions {\displaystyle f} et {\displaystyle g} .
L'intégrale de Choquet satisfait les propriétés suivantes.

### Monotonie
Si {\displaystyle f\leq g} alors
{\displaystyle (C)\int f\,d\nu \leq (C)\int g\,d\nu }

### Homogénéité positive
Pour tous {\displaystyle \lambda \geq 0} il est vrai que
{\displaystyle (C)\int \lambda f\,d\nu =\lambda (C)\int f\,d\nu ,}

### Additivité des co-monotones
Si {\displaystyle f,g:S\rightarrow \mathbb {R} } sont des fonctions co-monotones, c'est-à-dire que, si pour tout {\displaystyle s,s'\in S} il est vrai que
{\displaystyle (f(s)-f(s'))(g(s)-g(s'))\geq 0} .
qui peut être considéré comme {\displaystyle f} et {\displaystyle g} augmentant et diminuant ensemble
alors
{\displaystyle (C)\int \,fd\nu +(C)\int g\,d\nu =(C)\int (f+g)\,d\nu .}

### Sous-additivité
Si {\displaystyle \nu } est 2-alternatif,[pas clair] alors
{\displaystyle (C)\int \,fd\nu +(C)\int g\,d\nu \geq (C)\int (f+g)\,d\nu .}

### Super-additivité
Si {\displaystyle \nu } est 2-monotone,[pas clair] alors
{\displaystyle (C)\int \,fd\nu +(C)\int g\,d\nu \leq (C)\int (f+g)\,d\nu .}

## Représentation alternative
Soit {\displaystyle G} une fonction de distribution cumulative telle que {\displaystyle G^{-1}} est {\displaystyle dH} intégrable (i.e. la fonction peut être intégrée par rapport à la mesure H, et cette intégrale est finie). La formule suivante est alors souvent appelée intégrale de Choquet :
{\displaystyle \int _{-\infty }^{\infty }G^{-1}(\alpha )dH(\alpha )=-\int _{-\infty }^{a}H(G(x))dx+\int _{a}^{\infty }{\hat {H}}(1-G(x))dx,}
où {\displaystyle {\hat {H}}(x)=H(1)-H(1-x)} .
- pour {\displaystyle H(x):=x} on obtient {\displaystyle \int _{0}^{1}G^{-1}(x)dx=E[X]} ,
- pour {\displaystyle H(x):=1_{[\alpha ,x]}} on obtient {\displaystyle \int _{0}^{1}G^{-1}(x)dH(x)=G^{-1}(\alpha )}

## Applications
L'intégrale de Choquet a été appliquée au traitement d'images, au traitement vidéo et à la vision par ordinateur. Dans la théorie de la décision comportementale, Amos Tversky et Daniel Kahneman utilisent l'intégrale de Choquet et des méthodes connexes dans leur formulation de la théorie des perspectives cumulatives.

## Remarques
1. ↑  Choquet, « Theory of capacities », Annales de l'Institut Fourier, vol. 5,‎ 1953, p. 131–295 (DOI 10.5802/aif.53)
2. ↑  D. Denneberg, Non-additive measure and Integral, Kluwer Academic, 1994 (ISBN 0-7923-2840-X)
3. ↑  Grabisch, « The application of fuzzy integrals in multicriteria decision making », European Journal of Operational Research, vol. 89, no 3,‎ 1996, p. 445–456 (DOI 10.1016/0377-2217(95)00176-X)
4. ↑  A. Chateauneuf et M. D. Cohen, Decision-making Process: Concepts and Methods, 2010, 401–433 p. (ISBN 9780470611876, DOI 10.1002/9780470611876.ch10), « Cardinal Extensions of the EU Model Based on the Choquet Integral »
5. ↑  S. Sriboonchita, W. K. Wong, S. Dhompongsa et H. T. Nguyen, Stochastic dominance and applications to finance, risk and economics, CRC Press, 2010 (ISBN 978-1-4200-8266-1)
6. ↑  Tversky et Kahneman, « Advances in Prospect Theory: Cumulative Representation of Uncertainty », Journal of Risk and Uncertainty, vol. 5, no 4,‎ 1992, p. 297–323 (DOI 10.1007/bf00122574, S2CID 8456150)

## Lectures complémentaires
- Gilboa et Schmeidler, « Additive Representations of Non-Additive Measures and the Choquet Integral », Annals of Operations Research, vol. 52,‎ 1994, p. 43-65 (DOI 10.1007/BF02032160)
- Even et Lehrer, « Decomposition-integral: unifying Choquet and the concave integrals », Economic Theory, vol. 56, no 1,‎ 2014, p. 33–58 (DOI 10.1007/s00199-013-0780-0, MR 3190759, S2CID 1639979)